# Statius Wessel
Statius Wessel, zur Unterscheidung von seinem gleichnamigen Großvater auch Statius Wessel II (* um 1545; † vor dem 14. September 1616 in Lübeck) war ein deutscher Goldschmied. Ab 1603 war er städtischer Münzmeister in Lübeck.

## Leben

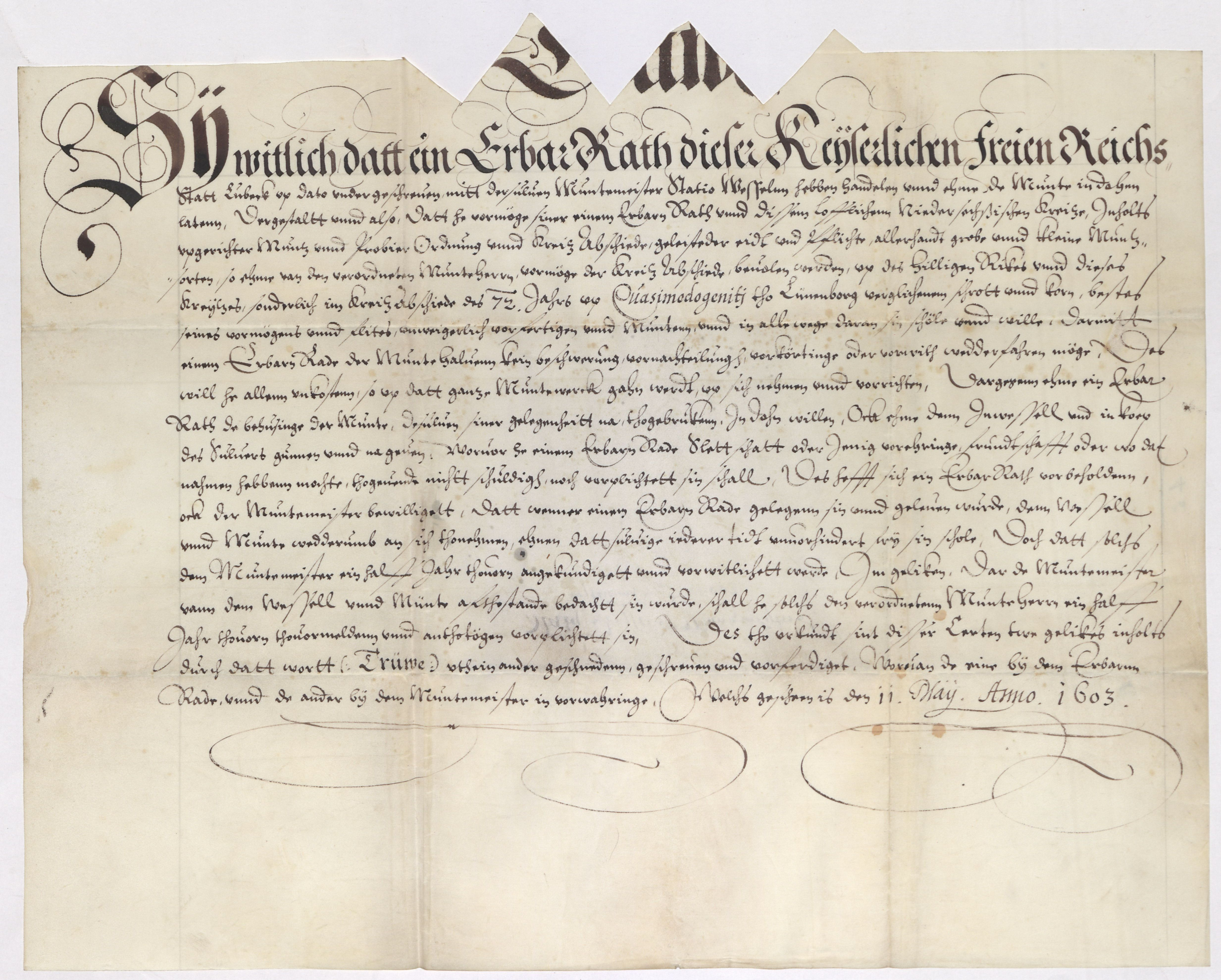
Vertrag zwischen dem Rat und Wessel von 1603

Statius Wessel stammte aus einer Familie von Goldschmieden. Sein gleichnamiger Großvater Statius Wessel (I) war 1528 bis 1531 Münzmeister in Lübeck. Sein Vater hieß Hans Wessel und ist evtl. mit dem Goldschmied Hans Wessel identisch. Nach seinen Lehr- und Wanderjahren wurde Statius Wessel am 6. April 1571 Bürger der Hansestadt Lübeck. 1603 berief ihn der Lübecker Rat zum Münzmeister. Er prägte vor allem Reichstaler. Sein Prägezeichen war eine heraldische Lilie
Im Jahr 1600 erwarb er von den Vorstehern des Doms das Haus St.-Annen-Straße 4. 1604 verwaltete er das Schloss der Kette zur Absperrung der Fleischhauerstraße.
Seit 1592 war er verheiratet mit Catharina, geb. Philip († 1617), einer Tochter des Predigers am Dom Johann Philip († 1591). Die Tochter aus dieser Ehe, Catharina, heiratet 1613 den Ratssekretär Johann Feldhusen. Statius Wessel war verwandt mit der Großmutter von August Hermann Francke.